# Lindhagenplanen

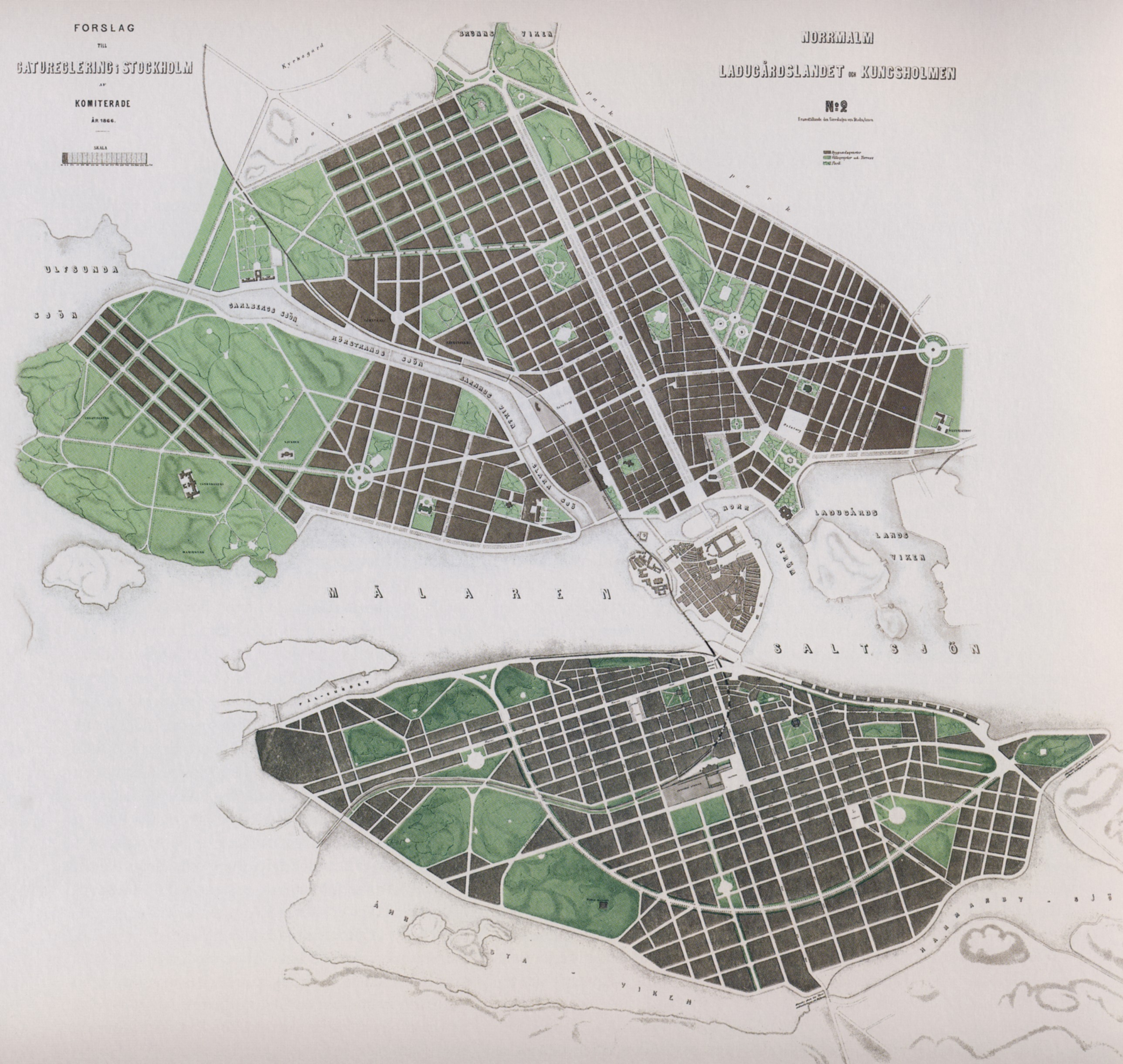
Ursprungliga Lindhagenplanen från 1866.

Lindhagenplanen var en generalplan för Stockholm framlagd i ett Utlåtande med förslag till gatureglering i Stockholm år 1866 av en kommitté under ledning av juristen och politikern Albert Lindhagen. Lindhagenplanen antogs aldrig i sin helhet av Stockholms stadsfullmäktige. Endast delar genomfördes efter hårda strider och revideringar. Ändå skulle Lindhagens generalplan få stor betydelse för Stockholms omdaning under det sena 1800-talet. Enligt konsthistorikern Ragnar Josephson är det genom Lindhagenplanen som det moderna Stockholm räknar sin uppkomst. Även Stockholms moderna parkhistoria kan sägas ha börjat med Lindhagenplanen.

## Bakgrund

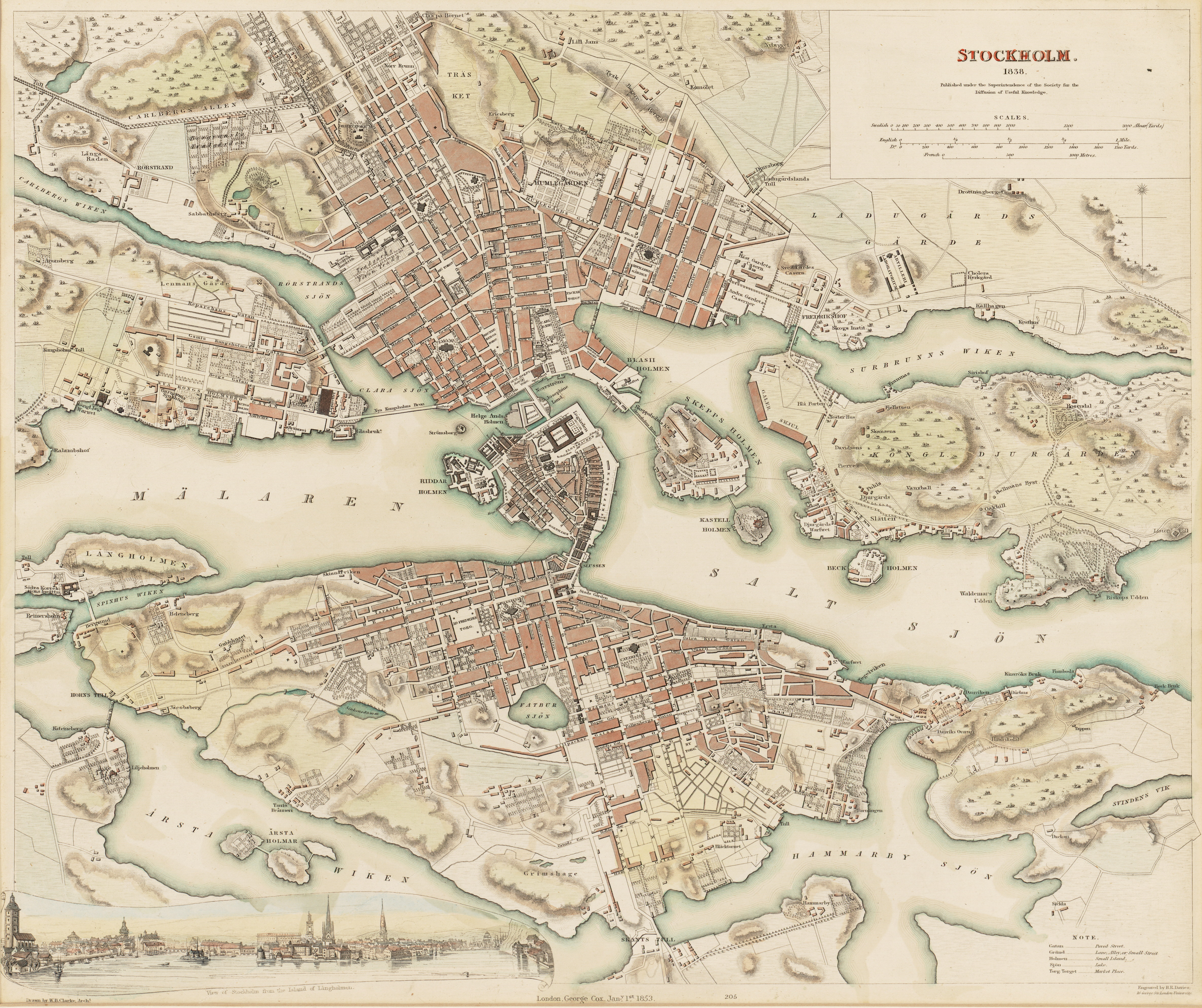
Karta över Stockholm 1838 visar staden innan Lindhagenplanens regleringar skulle förändra den.

Stormaktstidens stadsplan för Stockholm som kom till vid 1600-talets mitt under överståthållaren Clas Larsson Fleming och stadsingenjören Anders Torstensson hade varit väl tilltagen och fylldes bara långsamt med hus och människor. Befolkningstillväxten ända fram till mitten av 1800-talet var ungefär bara en halv procent per år. Omkring 1850 bodde 93 000 invånare i Stockholm, därav fanns fortfarande över 13 000 människor kvar i Gamla stan.
Vid seklets mitt började industrialismen nå Stockholm och staden blev på kort tid Sveriges ledande fabriksstad med en massiv invandring av arbetskraft från landsbygden. Befolkningen ökade från cirka 100 000 individer år 1856 till 200 000 individer år 1884. Stockholms stadsplan från 1600-talet fylldes nu i snabb takt med bostäder och människor och nådde snart sina gränser. Därtill kom att bristfällig vattenförsörjning och avfallshantering ledde till stora hygieniska problem. Dödligheten var mycket hög, även i jämförelse med andra europeiska storstäder. Ännu på 1850-talet dog vart tredje barn före ett års ålder och medellivslängden i Stockholm var endast 20 år för män och 26 år för kvinnor. Återkommande koleraepidemier var den största plågan.
I ett försök att förbättra bostadssituationen i Stockholm fokuserade man på Gamla stan, som man ansåg var "en kvarleva av medeltidens barbariska byggnadssätt som saknar ålderdomens vördnadsvärdighet". En av de första var arkitekten Georg Theodor Chiewitz som år 1846 presenterade ett numera förlorat förslag till reglering av Stadsholmens centrala delar och många planer skulle följa. Idéer att riva Gamla stan och bygga nytt förverkligades aldrig (se Stadsplanering i Gamla stan). I stället föddes idén att utvidga stadens gatunät och bebyggelse mot norr, söder och väst och att släppa in ljus och luft i de befintliga delarna.

## Wallströms och Rudbergs förslag
År 1857 motionerade kommunalmannen och kammakaren A.E. Schuldheis hos Stockholms magistrat om en regleringsplan för Gamla stan. Han menade att en projektplan skulle upprättas "efter vilken staden [...] kan bli efter hand förbättrad och förskönad". Schultheis ville även utlysa en tävling om planens utformning som skulle beröra hela Stockholm. Förslaget mötte häftig kritik och Schultheis' motion skrinlades men aktualiserade 1863 av Stockholms nye överståthållare Gillis Bildt (senare Sveriges 5:e statsminister). Av stor betydelse var att Bildt var beredd att undanta Gamla stan från regleringsplanerna. Bildt ville även att en generalplan skulle uppdras som omfattade utöver reglering av befintlig bebyggelse även de ännu obebyggda delarna av staden.
Uppdraget att utarbeta denna generalplan gick till stadsingenjören A.W. Wallström och byggmästaren A.W. Rudberg. Rudberg hade tidigare lagt fram "en förtjänstfull plan till bebyggande av Staden mellan broarna", där i princip all bebyggelse utom Stockholms slott och kyrkor hade rivits bort. Wallströms och Rudbergs planförslag för hela Stockholm var uppdelat i sju delstadsplaner och överlämnades till drätselnämnden under år 1864, men drätselnämnden ville ha en kommitté att granska förslaget innan man gick vidare. Kommitténs ledande kraft och ordförande var juristen och riksdagsledamoten Albert Lindhagen. Wallströms och Rudbergs förslag saknade ett övergripande perspektiv och granskningskommittén under Lindhagen fann 1866 att deras planer var helt oanvändbara. Wallström och Rudberg tog motgången mycket hårt. Rudberg avled 1869.

### Wallströms och Rudbergs förslag, två exempel
| Reglering av västra Norrmalm (till vänster) och västra Södermalm enligt ett förslag av A.W. Wallström och A.E. Rudberg från 1863. |  | Reglering av västra Norrmalm (till vänster) och västra Södermalm enligt ett förslag av A.W. Wallström och A.E. Rudberg från 1863. |
| Reglering av västra Norrmalm (till vänster) och västra Södermalm enligt ett förslag av A.W. Wallström och A.E. Rudberg från 1863. |  | |

## Lindhagenkommitténs generalplan
Albert Lindhagen hade det övergripande perspektivet och under honom bildades en kommitté som skapade en första generalplan, Lindhagenplanen, för Stockholms malmar och Kungsholmen. Han ville att staden skulle genomkorsas av breda, trädplanterade esplanader och boulevarder. Vid sin sida hade Lindhagen bland andra två arkitekter, Pehr Johan Ekman och Ludwig Hawerman, en officer och tekniker, Wilhelm Leijonancker, samt en av Stockholms främsta byggmästare, Axel Alm. Troligen spelade Leijonancker den viktigaste rollen. Genom sina många resor var han väl informerat om vad som hände i andra europeiska storstäder. Vid den tiden var han även i full färd med att låta anlägga Stockholms första vattenverk, Skanstullsverket (se Vatten och avlopp i Stockholm).

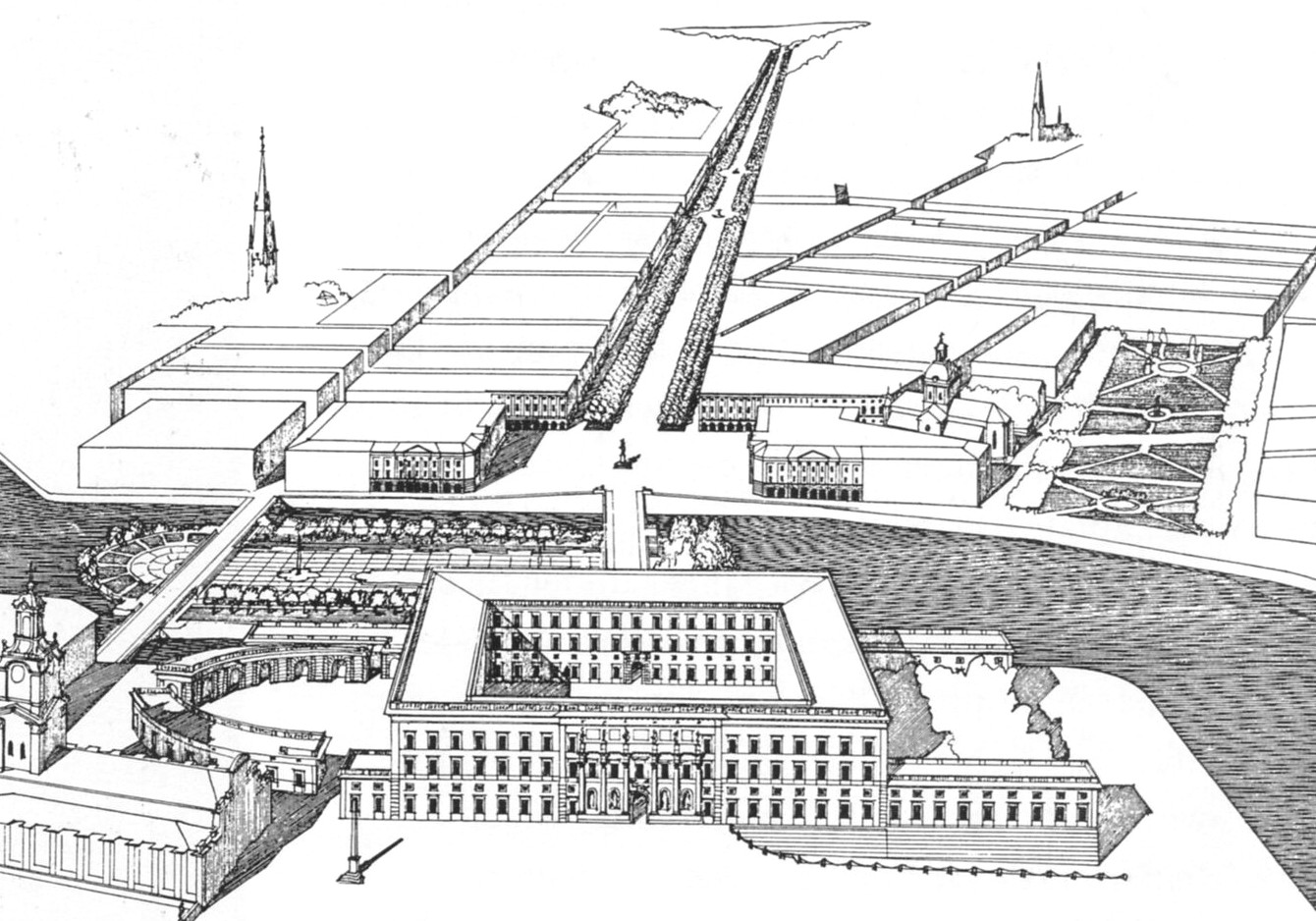
Förslag till Sveavägens breddning till 70 meter. Stockholms slott syns längst fram, vy mot norr.

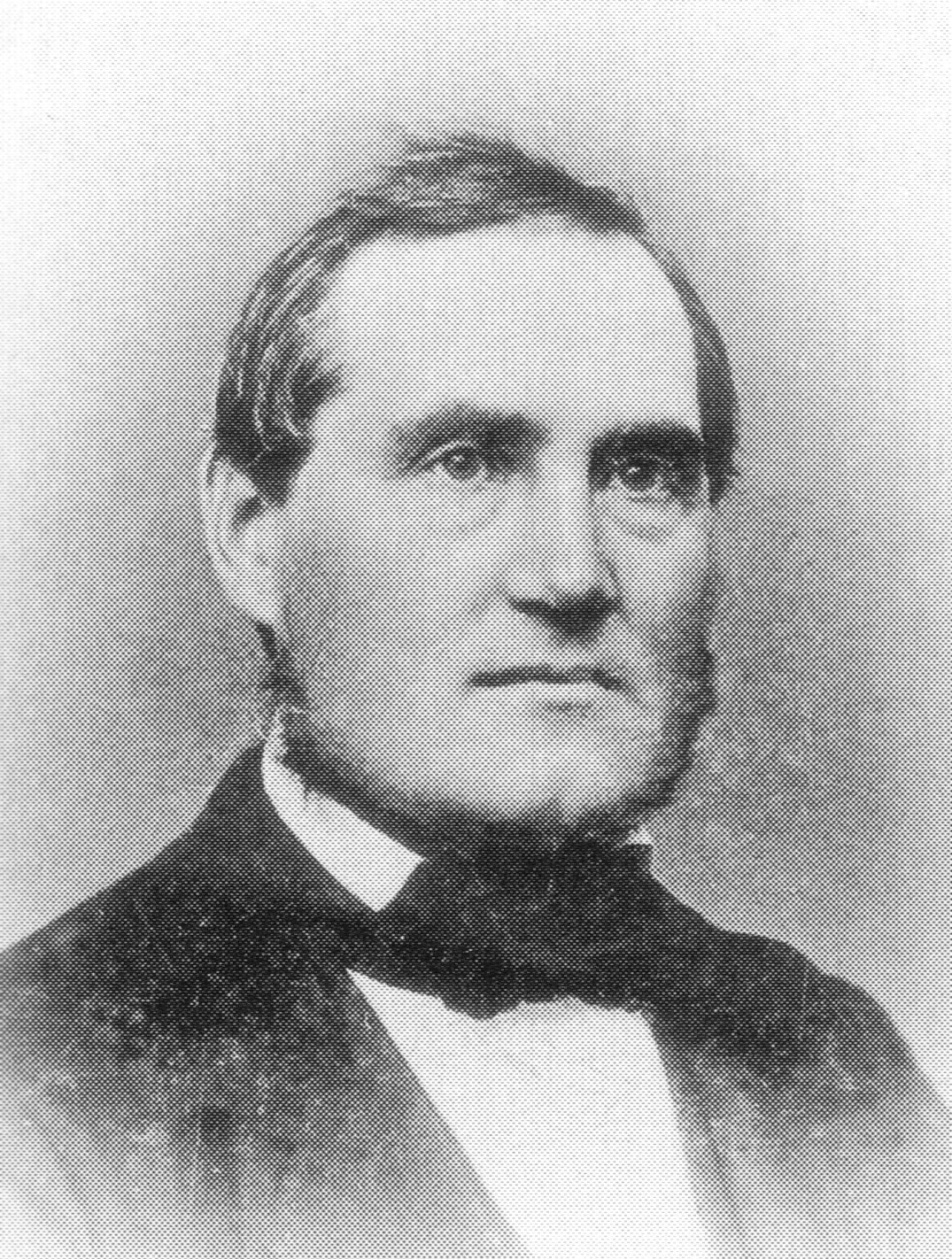
Albert Lindhagen.

Lindhagenplanen lade ut ett reglerat gatunät, troligen influerat av bland annat Georges-Eugène Haussmanns omdaning av Paris och av James Hobrechts plan för Berlin. Principen var en rutnätsplan med fyrkantiga kvarter, omgivna och genomkorsade av stora esplanader och boulevarder. Man skall dock inte överskatta inflytandet av Haussmanns regleringsplan. Visserligen hade Lindhagen besökt Paris under sin bröllopsresa 1860 men för arbetena i Paris fanns ingen publicerad dokumentation och något övergripande koncept kunde därför inte kopieras. Stockholms geografiska förutsättning går inte heller att jämföra med den för Paris. I Lindhagenkommitténs yttrande talas det bara om "att efter Parisiskt mönster här och der göra en genombrytning [av kvarter]". Lindhagens utgångspunkt var "rörelse inom staden och dess naturliga vägar" och ett "helgjutet system av kommunikationer". Vidare skulle planen underlätta för den snabbt växande trafiken, förbättra bostädernas hygieniska förhållanden och minska risken för bränder.
På Södermalm utökades 1600-talets rutnätsplan söder- och västerut med Götgatan och Hornsgatan som huvudstråk. En ringformad huvudgata (nuvarande Ringvägen) drogs genom de nya kvarteren från Söder Mälarstrand och Riddarfjärden i norr till Tegelviken och Fåfängan i öst. Även på Norrmalm utökades gatunätet mot norr (dagens Vasastan), med samma riktning och liknande struktur som stadsingenjören Anders Torstenssons gamla stadsplan för Nedre Norrmalm från 1640-talet.
På Norrmalm föreslogs bland annat en 70 meter bred Sveaväg i stil med Champs-Elysées från Brunnsviken ända fram till Gustav Adolfs torg, utan hänsyn till bebyggelse eller terräng, rätt över Adolf Fredriks kyrka, Hötorget och Brunkebergstorg. Andra paradgator i planen var Valhallavägen, Strandvägen, Norr Mälarstrand, Karlbergsvägen, Lindhagensgatan och Odengatan. Men i motsats till Champs-Elysées som mynnar i en triumfbåge ledde Stockholms nya esplanader och boulevarder blicken ut till naturen, vilket gav planen en typisk Stockholmsaccent. Vid upprättandet av Lindhagenplanen gjordes det till regel att - med några få undantag - låta alla stadens obebyggda bergshöjder reserveras för parkanläggningar och planteringar. Stockholms moderna parkhistoria kan sägas började med Lindhagenplanen (se även parker i Stockholm).
Lindhagenskommitténs förslag var med sitt 117 sidor långa memorial, även internationellt sett, ett pionjärarbete på området stadsplaneteori. Den befolkningstillväxt som låg till grund för Lindhagenplanen stämde förvånansvärt väl. Man antog för år 1890 folkmängden i Stockholm med 200 000 och 1915 med 300 000 personer. Utfallet blev 246 000 respektive 364 000. Genomförandetiden för generalplanen beräknades till 63 år (alltså till 1929). Under denna period skulle staden leva med en hel del provisorier som gator med två fasadlinjer, en äldre och en nyare. Det tyckte kommittén inte var någon allvarlig nackdel eftersom vissa markpartier kunde nyttjas som planterade förgårdar i avvaktan på att hela gatan skulle breddas. Gällande kostnaderna var kommittén mycket optimistisk. Staden skulle bara förvärva gatumark och bygga gator medan resten skulle vara fastighetsägarnas angelägenhet.

### Lindhagenplanens utveckling, exempel Norrmalm

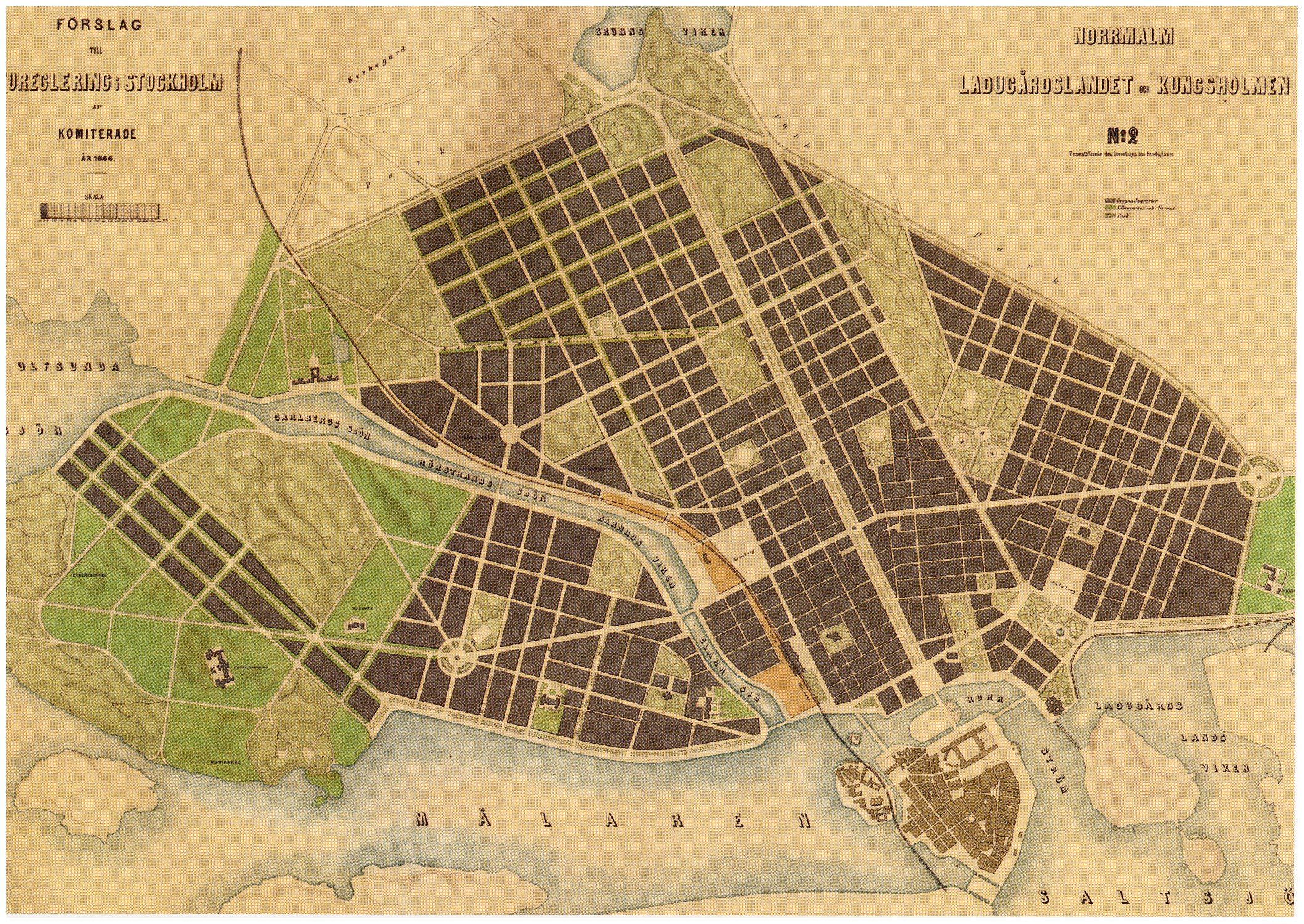
Ursprungliga regleringsplanen för Norrmalm, Ladugårdslandet och Kungsholmen från 1866
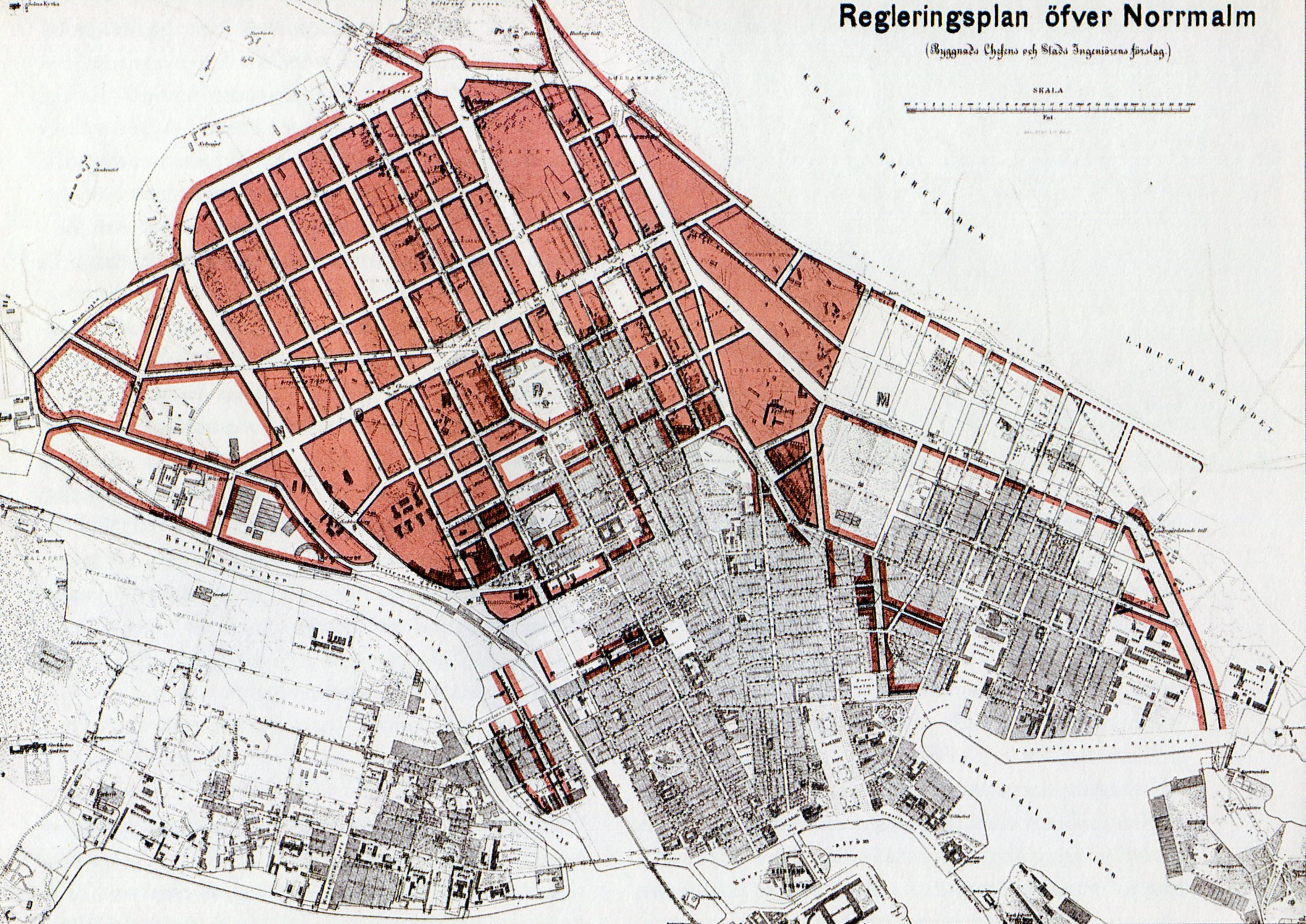
Regleringsplan för Norrmalm, ett förslag av byggnadschefen och stadsingenjören från 1876
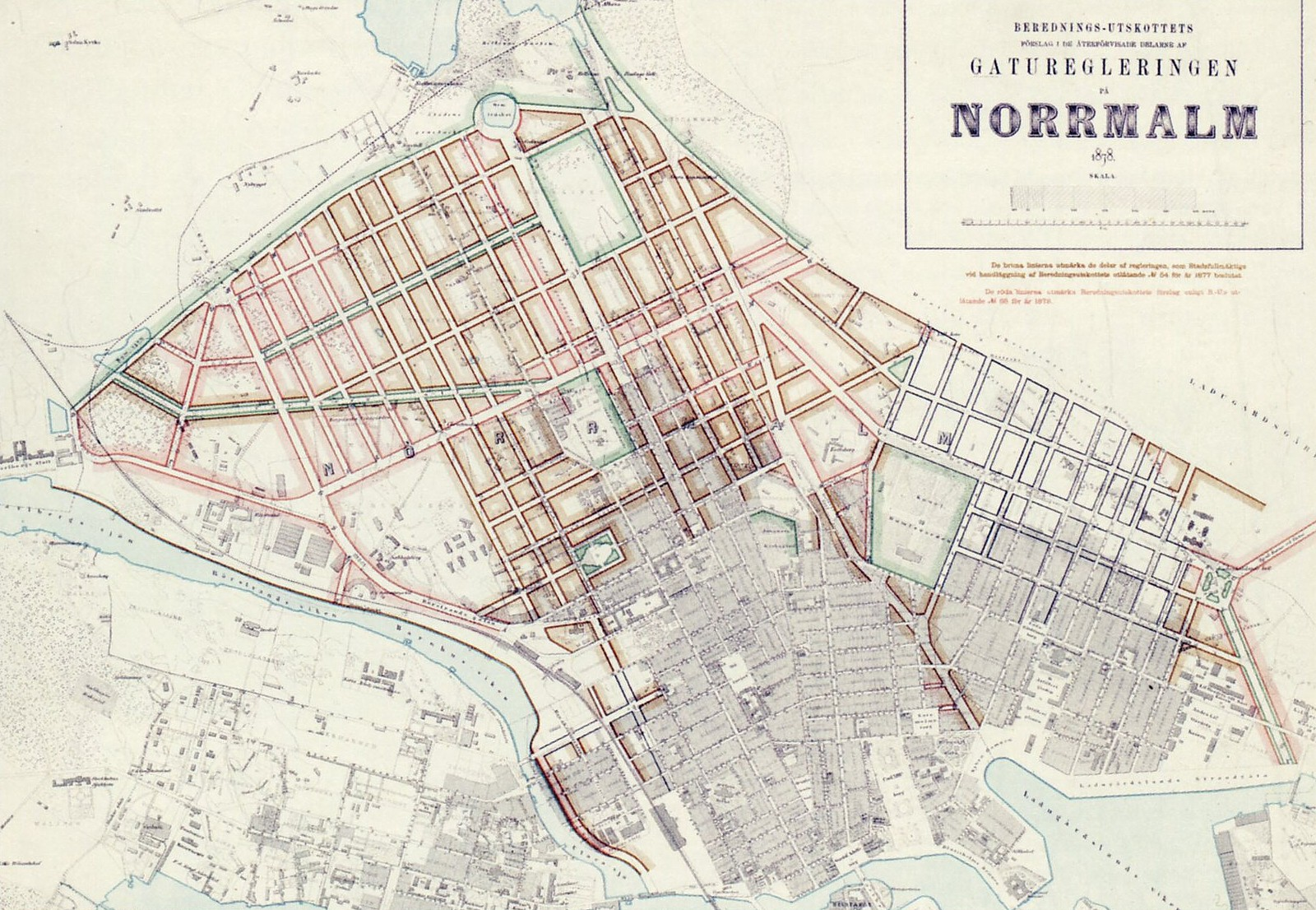
Beredningsutskottets slutgiltiga förslag till reglering av Norrmalm från 1878

### Kritik
Lindhagens förslag presenterades 1866 men mötte direkt stark kritik, och efter att Lindhagenkommitténs generalplan trycktes 1867 låg allt arbete stilla ända fram till år 1873. Man ansåg att planen var "alltför storartad". Men det fanns även positiva röster som Svenska Dagbladets redaktör, som fann att planen snarast borde antas och inte skjutas på framtiden. Varför det fortsatta arbete med planen vilade i sju år är okänt, men det sena 1860-talets lågkonjunktur för bostadsbyggandet kan ha bidragit. Man tyckte att frågan om en generalplan inte tedde sig särskilt brådskande. Även planens storlek och komplexitet kan ha varit en anledning till att man undvek att ta itu med den.
Lindhagen var den ende bland staden politiker som utgick från en genomtänkt helhetssyn. Mot sig hade han sparsamhetsivrare, representanter för olika fastighetsintressen och tyckare i största allmänhet. Men Lindhagen var en envis, kunnig och skicklig debattör. Han producerade en lång rad motioner och alternativförslag, och kämpade för att rädda så mycket som möjligt av den ursprungliga planen. Det förefaller även rimligt att Lindhagen växte med uppgiften och att hans kunskaper i stadsplanering var större 1880 än tjugo år tidigare. Till den besvärande bilden hör även en omfattande fastighetsspekulation, där "inside information" om stadens planer utnyttjades till privat vinnig. Dagens Nyheter talade 1879 om "en järnring [kring Stockholm] av hänsynslöst spekulationsraseri".

## Genomförande

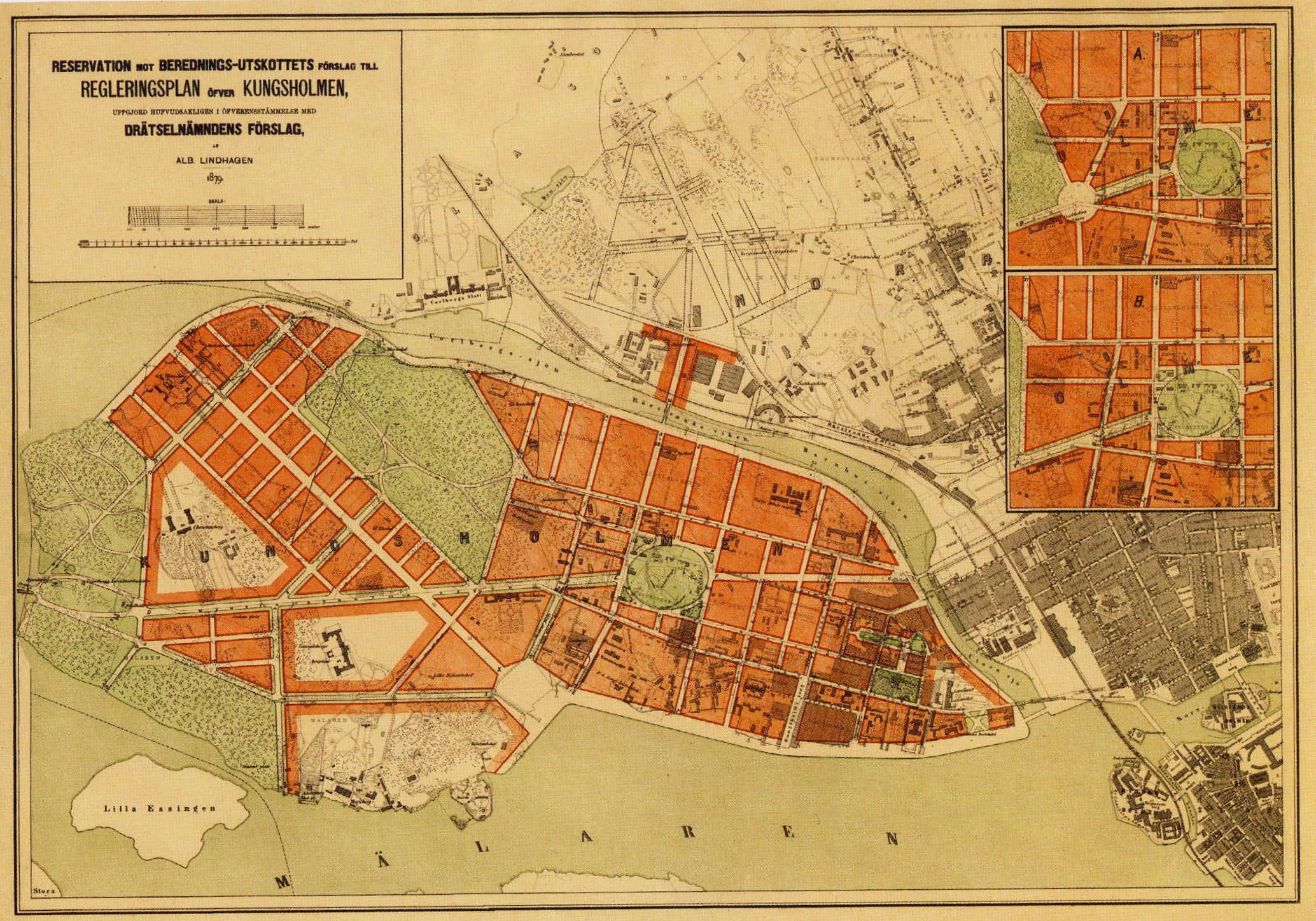
Regleringsplanen för Kungsholmen, ett motförslag av Lindhagen från 1879. Lindhagen hade tänkt sig en ostvästlig huvudaxel över hela Kungsholmen. Den västliga delen utgör idag Drottningholmsvägen.

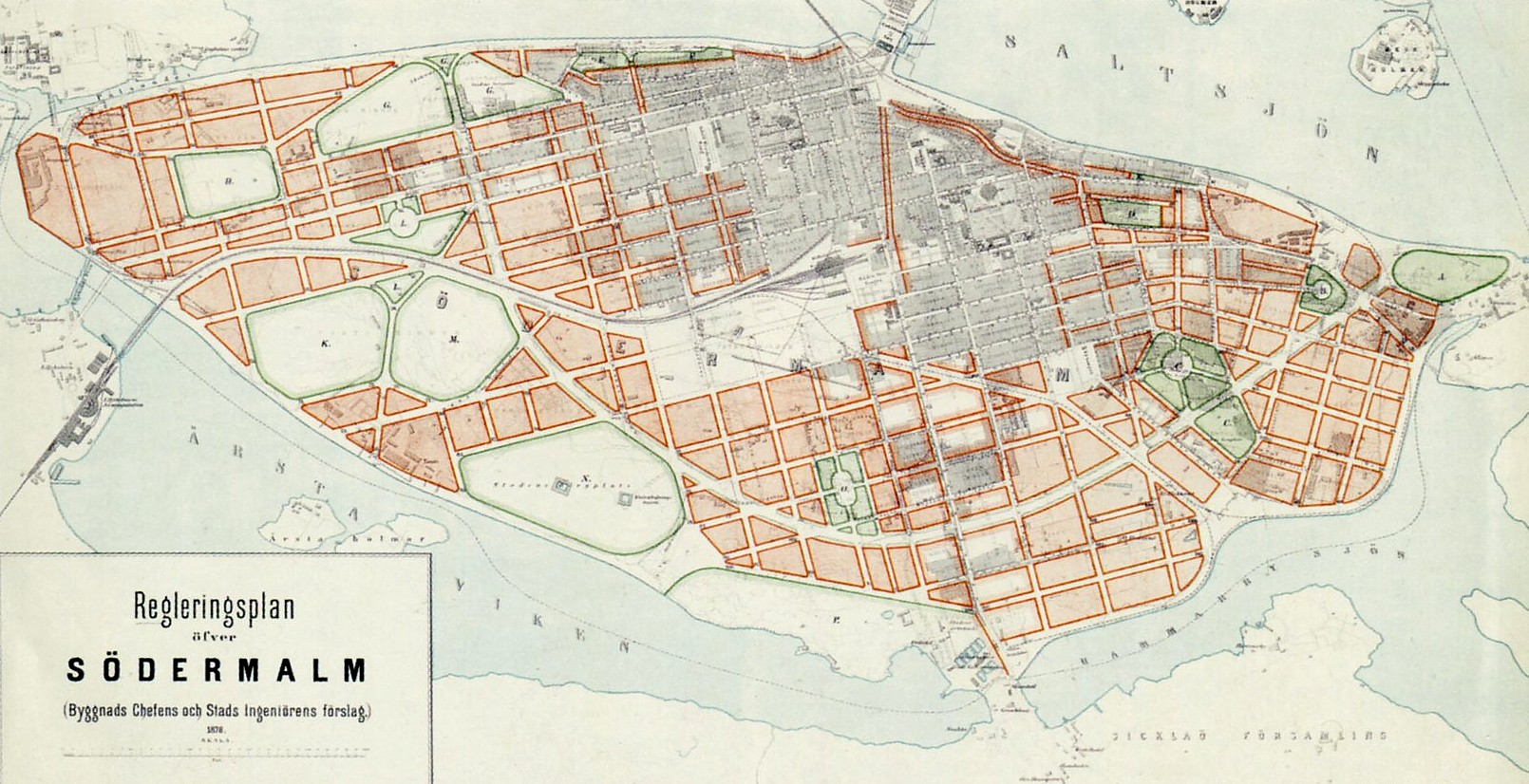
Byggnadschefens förslag till reglering av Södermalm 1878. Här syns ett aldrig byggt järnvägsspår som förband Södra station med Norra Hammarbyhamnen via Katarina bangata.

I januari 1874 återupptogs arbetet med generalplanen igen. Beslutsprocessen var lång och komplicerad, handläggningen inleddes i drätselnämndens första avdelning (där var Lindhagen ledamot), därefter gick planförslagen till beredningsutskottet. Efter remiss till bland annat byggnadsnämnden och med egna synpunkter vidarebefordrades ärendet till stadsfullmäktige för antagandet. Slutligen skulle förslaget genom överståthållaren underställas Kungl Maj:t för fastställelse.
Lindhagenplanen antogs aldrig i sin helhet av Stockholms stadsfullmäktige. Endast delar genomfördes, efter hårda strider och revideringar under 1870- och 1880-talen. Ärendet segade sig långsamt fram och det behövdes många sammanträden och bordläggningar. Så antogs en delstadsplan för Östermalm 1875 och åren 1877-1880 antogs tre delstadsplaner omfattande Norrmalm, Kungsholmen och Södermalm, som sedan fastställdes av kung Oscar II.
En av Lindhagenplanen allvarliga motståndare var ingenjören och författaren Gustaf Nerman. Han hade 1862 vunnit pris vid tävlingen om en stadsplan för Göteborg. Han hade progressiva åsikter, men gillade tydligen inte kommissionens långa breda gator. Som fastighetsägare hade han även egna intressen att tillvarata. En av konflikterna gällde Birger Jarlsgatan, som Lindhagen ville dra ner till Nybroviken. Motparten, som var involverad i exploateringen av tomter längs Sturegatan och i trakten av Humlegården, ville däremot förlänga Sturegatan ner till Norrmalmstorg. Lindhagens linje vann med en rösts majoritet i stadsfullmäktiges omröstning (46 mot 45). Bara en rösts förskjutning och denna del av Stockholms hade haft en helt annan utformning. Det visade sig även senare att av de tolv ledamöter som var aktieägare i Stockholms Byggnadsförening röstade tio för Sturegatsalternativet och bara en för Lindhagenförslaget, den tolfte var inte närvarande. Med lika knapp majoritet lyckades Lindhagen att få Odengatans raka sträckning mellan Valhallavägen i öst till Sankt Eriksplan i väst.
Birger Jarlsgatans föreslagna sträckning hörde till de större ingreppen i befintlig bebyggelse, eftersom den skar diagonalt genom bebyggda kvarter. Därvid skapades ett antal svårbebyggda spetsiga och trekantiga tomter där "tårtbitsformade" byggnader uppfördes, som Daneliuska huset och Johnsonlinjens hus vid Stureplan och Trygghuset vid Humlegården.
Att anlägga en "gränsboulevard" (Valhallavägen) ansågs onödigt där den låg i oländig terräng och i stadens ytterkant. Den verkliga anledningen var framför allt att den skulle tangera konungens mark och Kungliga Djurgårdens Förvaltningen bevakade sina intressen på ett småskuret sätt, en attityd som tycks ha delats av Oscar II. Men till slut byggdes Valhallavägen ändå.
Många av Lindhagenkommitténs förslag kom dock aldrig till utförande. Exempelvis genomfördes inte Sveavägsavenyn fullt ut. Det blev en 33 meter istället för 70 meter bred huvudgata som stannade vid Kungsgatan, förskjuten åt öster för att lämna Adolf Fredriks kyrka i fred. Inte heller genomfördes flera breda diagonalgator tvärs genom Kungsholmen, Norrmalm och Östermalm. Dessa hade krävt omfattande rivningar av befintlig bebyggelse. Breddning av gator skulle bara ske på ena sidan, där "inga eller endast obetydliga hus äro uppförda".
Den person som praktisk förverkligade Lindhagenplanen var stadsingenjören Herman Ygberg. Under hans ledning hade Stockholms stad vid slutet av år 1895 förvärvat tomtmark med en sammanlagd yta av 5 000 000 m² till en kostnad av drygt 32 miljoner kronor. Det visade sig även att regleringskostnaderna (huvudsakligen anläggandet av nya gator) till en väsentlig del täcktes av markvärdesstegringen. Ygberg spelade därmed en avgörande roll för Stockholms omdaning i Lindhagenplanens spår. Albert Lindhagen var visserligen inspiratören men Ygberg låg bakom fastighetsinköp och nya tomtindelningar. Bland hans insatser som blev realiserade märks framdragningen av Fleminggatan på Kungsholmen och breddning av Sveavägen samt framdragningen av Ringvägen på Södermalm. Ringvägens anslutning i öster till Stadsgården vid Tegelviken fullföljdes dock aldrig, Vita bergen stod i vägen.

### Regleringar och byggverksamhet i Stockholm 1896
| Lindhagenplanens genomförande 1886 (vänster) och byggverksamhetens utveckling 1875 - 1896. |  | Lindhagenplanens genomförande 1886 (vänster) och byggverksamhetens utveckling 1875 - 1896. |
| Lindhagenplanens genomförande 1886 (vänster) och byggverksamhetens utveckling 1875 - 1896. |  |                                                                                            |

I en kartering av planerings- och genomförandeläget från år 1897 framgår befintliga, genomförda och planerade gaturegleringar samt befintliga, anlagda och planerade parker på Stockholms malmar och Kungsholmen. I nordvästra Norrmalm och nordöstra Östermalm hade anläggningsarbetena med gator och parker hunnit längst, medan stora delar av Södermalm och Kungsholmen fortfarande präglades av stormaktstidens gatunät. Bilden kompletteras av en karta visande byggverksamhetens utveckling mellan 1875 och 1896.

## Lindhagenplanens betydelse för Stockholm

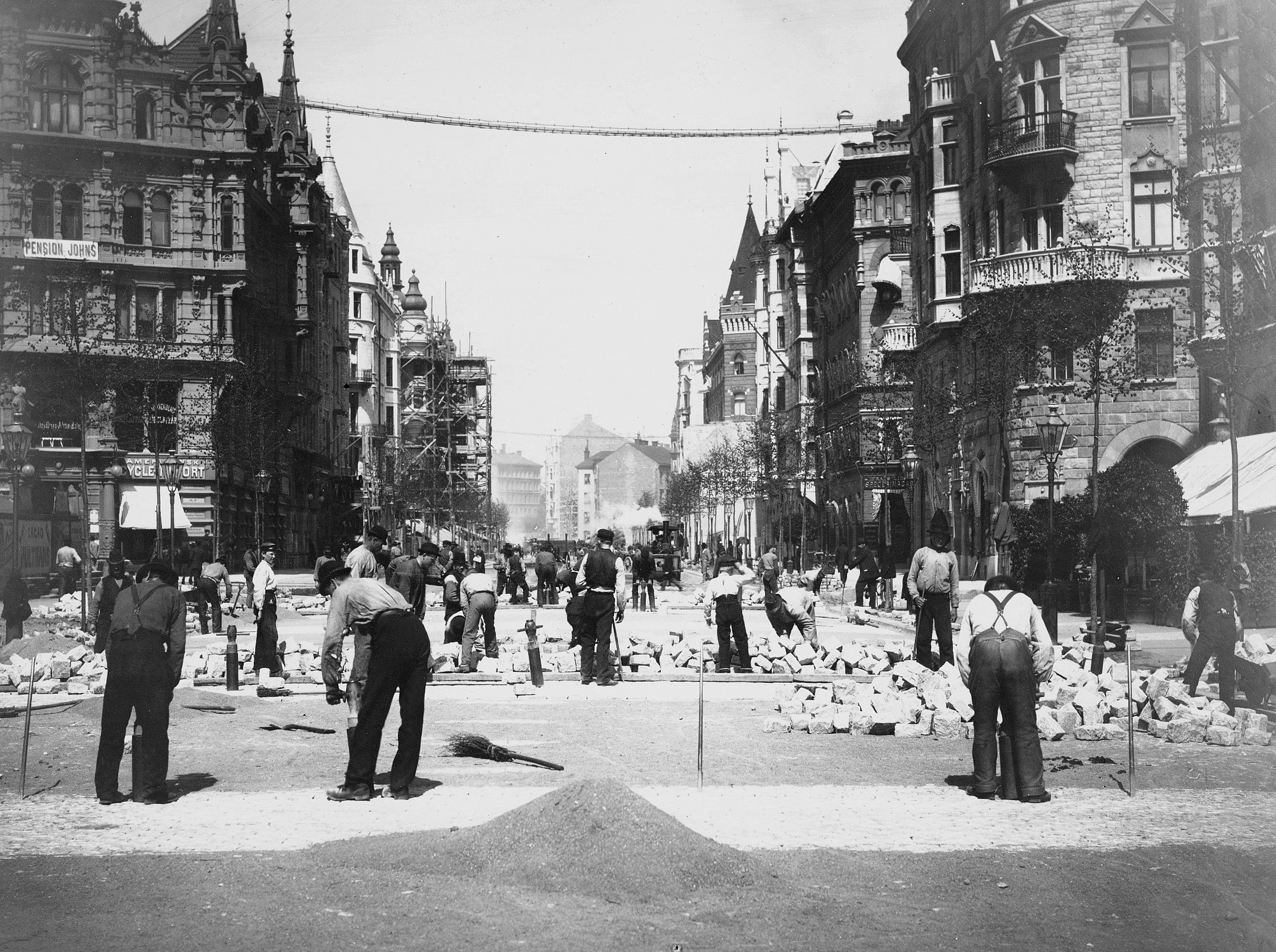
Stensättning på den nyöppnade Birger Jarlsgatan 1898, vy mot norr.

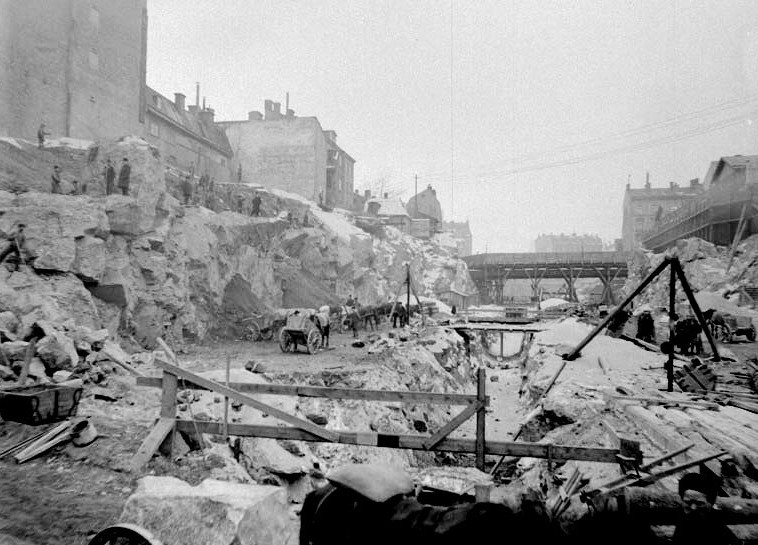
Kungsgatans genombrytning genom Brunkebergsåsen 1909.

Gällande Stockholms gestaltning var Lindhagens inflytande av stor betydelse. Utan hans insatser hade Stockholm på flera håll haft en helt annan stadsbild och troligen ett mera ostrukturerat gatunät med färre esplanader och en annan parkstruktur. I sammanhanget är det intressant att veta att ordet "esplanad" överhuvudtaget inte förekommer i Lindhagenkommitténs betänkande.
Flera av de sedermera urvattnade idéerna i Lindhagenkommitténs förslag präglar idag stadsbilden i Stockholms centrala delar. Exempel på detta är Kungsgatans förlängning till Stureplan, som antogs 1887 och fullbordades 1911, samt Sveavägens förlängning till Kungsgatan, som beslutades 1896 och fullbordades på 1920-talet. Lindhagens idé om en "Sveaväg" ända fram till Gustav Adolfs torg togs upp igen 1928 av dåvarande stadsplanedirektören Albert Lilienberg och skrotades först 1945, då stadsfullmäktige beslutade att Sveavägen skulle sluta vid nuvarande Sergels torg (se Norrmalmsregleringen).
Lindhagenplanens alla nya gator och torg skulle även få nya namn och äldre gatunamn förändrades. Det genomfördes på ett konsekvent, övergripande och genomtänkt sätt. Denna gatunamnrevisionen, kallad "Nya och förändrade gatunamn inom Stockholm" beslutades av stadsfullmäktige 16 juni 1885 och fastställdes genom överståthållarämbetets kungörelse 1 augusti 1885. Till grund för besluten låg förarbeten i form av utlåtanden, utarbetade av stadens beredningsutskott under åren 1884 och 1885.
Lindhagenplanen var den sista storskaliga stadsplanen med kvartersindelningar i rutnät, långa, spikraka paradgator och stjärnplatser, det som senare skulle kallas "stenstaden". Kring sekelskiftet 1900 övergavs det stränga rutnätet till förmån för en mjukare, mera terränganpassad och konstnärligt flexiblare planering. En förespråkare för detta ideal var Stockholms förste stadsplanedirektör Per Olof Hallman. Själva stenstaden enligt Albert Lindhagens regleringsplan räckte snart inte heller längre för att ta emot den stora tillströmningen av människor till Stockholm. Genom spårvägarnas tillkomst blev det nu möjligt att bebygga nya områden som Stockholm hade förvärvat i Brännkyrka och Bromma socknar. Ett av resultaten blev Stockholms trädgårdsstäder, där en av de drivande krafterna var Albert Lindhagens son, politikern Carl Lindhagen (borgmästare i Stockholm 1903-1930).
Albert Lindhagen själv fick aldrig uppleva den fullbordade - om än urvattnade - generalplanen. Han avled 21 oktober 1887 i Stockholm. Flera av Stockholms gator bär hans namn: Lindhagensgatan (1888) och Lindhagensplan (1938), båda på Kungsholmen. Lindhagen är en ofta använd inofficiell beteckning på ett stadsutvecklingsprojekt som inleddes år 2005 i stadsdelarna  Stadshagen och Kristineberg på nordvästra Kungsholmen. Att Lindhagenplanen fortfarande engagerar framgår av Lindhagenplanen 2.0, som är en idéplan från år 2012 för Stockholms framtida utveckling, framtagen av det partipolitiskt obundna nätverket Yimby.

## Lindhagenplanens betydelse för andra svenska städer
Stockholm har en storleksklass som gör att en - möjligtvis förenklad - "Lindhagenplan" inte utan vidare kunde tillämpas i mindre svenska städer. Men Lindhagenkommitténs utförliga material kom att tjäna som inspirationskälla för arbetet med stadsstadgorna åren 1868 och 1874. Lindhagenplanen blev en konkret illustration hur stadsstadgorna skulle tillämpas, särskild gällande gatunätens utformning.